# 林茨竞技体育俱乐部
寧斯競技體育會（德語：Linzer Athletik-Sport-Klub）又称LASK林茨（LASK Linz），是奧地利的一家足球俱樂部。主場位於奧地利上奧地利州首府林茨。該俱樂部是當地歷史最古老的足球俱樂部，目前參加奧地利足球超級聯賽的賽事。
俱樂部的代表顏色是黑色和白色。俱樂部成立於1908年8月7日。俱樂部在1965年獲得過一次奧地利足球頂級聯賽的錦標，成為首支奪得該項榮譽的非維也納球隊。

## 榮譽

### 國內聯賽
- 奥地利足球超级联赛[1]
  - 冠軍 (1)：1964–65
  - 亞軍(2)：1961–62, 2018–19
- 奥地利足球乙级联赛
  - 冠軍 (5)：1957–58, 1978–79, 1993–94, 2006–07, 2016–17

### 國內盃賽
- 奧地利盃
  - 冠軍 (1)：1964–65
  - 亞軍(5)：1962–63, 1966–67, 1969–70, 1998–99, 2020–21

## 外部連結
- 官方网站 （德文）

1. ↑  . Soccerway. 2012-08-29  [2019-08-30]. （原始内容存档于21 February 2018）.